# فراکسیون توده
فراکسیون توده نام فراکسیون طرف‌دار حزب توده در مجلس چهاردهم بود. اعضای این فراکسیون رضا رادمنش، محمّد پروین گنابادی، ولی‌الله شهاب فردوس، ایرج اسکندری، فریدون کشاورز و عبدالصمد کامبخش بودند و مبارزات دامنه‌داری را علیه اکثریت سنّتی مجلس رهبری می‌کردند. این فراکسیون از فعال‌ترین فراکسیون‌های این دوره بود.

در اثر مبارزه پیگیر اتحادیه‌ها، فراکسیون حزب توده ایران در مجلس دوره ۱۴ لایحه قانون کار را که حاوی خواست‌های قانونی کارگران بود تسلیم مجلس کرد. نکات اساسی لایحه قانون کار عبارت بودند از: شناسائی رسمی اتحادیه‌های کارگری، اجرای هشت ساعت کار روزانه، مرخصی هفتگی و سالانه برای همه کارگران و کارمندان، مرخصی شش هفته‌ای برای زنان باردار، جلوگیری از کار کودکان کمتر از ۱۲ سال، اجرای بیمه‌های اجتماعی برای کارگران و کارمندان. دولت ساعد و اکثریت نمایندگان مجلس که از مالکان و سرمایه‌داران بزرگ تشکیل شده به بهانه‌های مختلف از طرح و تصویب قانون جلوگیری بعمل می‌آورد. در مقابل این رفتار، کارگران و زحمتکشان کشور دست به تظاهرات عظیمی زدند. در این تظاهرات بیش از ۹۰۰ هزار نفر زحمتکش شرکت کردند و از دولت و مجلس خواستند که هر چه زودتر لایحه قانون کار را به تصویب برساند. بر اثر همین تظاهرات و فشار توده‌ها بود که مجلس مجبور شد در سال ۱۹۴۵ یکی از خواست‌های کارگران را به صورت بیمه کارگران تصویب کند. بر اساس این قانون برای بیمه کارگران ۲٪ از حقوق کارگران منظور می‌شد و ۳٪ را می‌بایست کارفرمایان بپردازند.
1. ↑  رضا روستا، تاریخچه پیدایش سندیکاهای ایران